# ルーシーサイモク
ルーシーサイモクとは、自動車教習所にて教わる安全確認の手順を略し、標語化したもの。

## 概要
自動車運転教習所にて、左折、右折、追い越し、発進などの初期安全確認措置として、ルームミラー（バックミラー）・サイドミラー・目視等で確認を行うことを教わる。その際、運転が初めての教習生は、確認手順を飛ばしたり、または無視してはいるものの、自分では納得した安全確認措置を講じたと思いこみ、訓練教官と意見が相違する場合があった。また、昔は教官によっては安全確認手順に若干の誤差があるなどで、教習生が実技習得時に担当教官によっては訓練の相違が見られたため、教習生が困惑する場面も見られたこともあった。この言葉は、そういった際に教習所側が、個々の教える誤差をなくすため、効率よくそれら手順を習得させるために標語化し考えられた物で、特定の教習所では非常に多く使われている語である。

## 意味
ルーシーサイモクの意味は以下の通りで、右折、左折、進路変更時の安全確認手順で、一般的に教習所ではその略語の順番の手順を素早く踏むことが良しとされる。
- ①ルー

ルームミラーでの後方確認
- ②シー

方向指示器の作動
- ③サイ

進路変更方向のサイドミラーの確認
- モク

進路変更方向側面～後方への目視での確認
なお、教習所によっては相違があるため、必ずしもこの標語通りに教わるわけではない。
そして、あくまでこれは教習所側の教習方針とも言えるべき手順であって、交通法規でこのような手順が定められているわけではない。また基本的には運転免許を交付する教習基準で、上記のようにルームミラー・サイドミラー・目視での確認手順は点数考慮の上で適用されるものの、あくまでそれら確認措置が確実になされていることが明確に確認されれば基本的には減点措置を取られる物ではない。